# MIPS Technologies
MIPS Tech LLC (voorheen MIPS Computer Systems, Inc. en MIPS Technologies, Inc.) is een Amerikaans bedrijf dat halfgeleidertechnologie ontwerpt en dat vooral bekend is vanwege de ontwikkeling van de MIPS-architectuur en een reeks RISC CPU-chips die daarop gebaseerd zijn. MIPS levert processorarchitecturen en -kernen voor digitale thuis-, netwerk-, embedded-, IoT- en mobiele toepassingen.

## Geschiedenis
Het bedrijf werd in 1984 opgericht als MIPS Computer Systems om de MIPS-architectuur, een baanbrekend RISC-ontwerp dat aan de Universiteit van Stanford ontwikkeld werd, te commercialiseren. MIPS wekte eind jaren 80 veel belangstelling en haalde contracten binnen met onder andere Digital Equipment Corporation (DEC) en Silicon Graphics (SGI).

Logo van MIPS Computer Systems

Logo van MIPS Technologies

Begin jaren 90 werd de markt overspoeld met nieuwe RISC-ontwerpen en had MIPS het moeilijker om nieuwe contracten af te sluiten. Het bedrijf werd in 1992 gekocht door SGI, op dat moment de enige grote klant, kreeg de naam MIPS Technologies en sleepte verschillende opdrachten in de wacht om nieuwe processors te ontwikkelen voor spelcomputers. In 1998 kondigde SGI aan dat ze niet langer MIPS-processors zouden gebruiken in hun computers en dat ze het bedrijf zouden afsplitsen.
Na enkele jaren als onafhankelijk ontwerpbedrijf te hebben gewerkt, werd MIPS in 2013 gekocht door Imagination Technologies, vooral bekend om hun PowerVR-grafische processorfamilie. Ze verkochten de MIPS-technologie in 2017 aan Tallwood Venture Capital die het kort daarna in 2018 doorverkocht aan Wave Computing. Wave ging in 2020 failliet en hervatte in 2021 als MIPS Tech zijn werkzaamheden. Het bedrijf kondigde aan dat de MIPS-architectuur werd verlaten ten gunste van RISC-V.
In mei 2022 stelde MIPS zijn eerste RISC-V processorkernen voor: de eVocore P8700 en I8500 multiprocessors. In december 2022 kondigde MIPS de beschikbaarheid van de P8700 aan.